# Okres Kraśnik
Okres Kraśnik (polsky Powiat kraśnicki) je okres v polském Lublinském vojvodství. Rozlohu má 1005,34 km² a v roce 2021 zde žilo 93 383 obyvatel. Sídlem správy okresu je město Kraśnik.

## Gminy
Městská:
- Kraśnik

Městsko-vesnická:
- Annopol
- Urzędów

Vesnické:
- Dzierzkowice
- Gościeradów
- Kraśnik
- Szastarka
- Trzydnik Duży
- Wilkołaz
- Zakrzówek

## Města
- Annopol
- Kraśnik
- Urzędów

## Sousední okresy
| Růžice kompasu |            | Opole Lubelskie |                | Růžice kompasu |
| Růžice kompasu | Opatów     | Sever           | Lublin         | Růžice kompasu |
| Růžice kompasu | Opatów     | Okres Kraśnik   | Lublin         | Růžice kompasu |
| Růžice kompasu | Opatów     | Jih             | Lublin         | Růžice kompasu |
| Růžice kompasu | Sandomierz | Stalowa Wola    | Janów Lubelski | Růžice kompasu |